# Хлоя Грейс Морец
Хло́я Грейс Мо́рец (англ. Chloë Grace Moretz, нар. 10 лютого 1997, Атланта, штат Джорджія, США) — американська акторка, відома завдяки роботою в фільмах «500 днів літа», «Щоденник слабака», «Фільм 43», «Пипець» та «П'ята хвиля».

## Біографія
Батько Хлої, Маккой, працював пластичним хірургом (помер в березні 2021 року), а мати, Тері, медсестрою. У неї четверо дорослих братів. Грою на сцені вона зацікавилася, коли її другого старшого брата Тревора взяли до Школи акторів у Нью-Йорку, тобто її кар'єра почалася в Голлівуді, коли родина переїхала в Лос-Анджелес. Її перша роль — Віолетта у двох епізодах серіалу «Захисник» («The Guardian»). Перша кінороль — Моллі у фільмі «Серце свідка» («Heart of the Beholder», 2005) — історії про сім'ю, яка відкрила в 1980-му перший пункт відеопрокату. Цей дебют продовжився участю в телекомедії «Сімейний план» («Family Plan», 2005) в ролі Чарлі в молодості. Перший великий успіх прийшов після зйомок в римейку класичного горору 1979 року «Жах Амітивілля» («The Amityville Horror», 2005). Хлоя зіграла Челсі. Ця роль принесла їй номінацію на премію «Young Artist Award». Далі був екшн Стівена Сігала «Сьогодні ти помреш» («Today You Die», 2005).
Також вона активно знімається в телесеріалах: грає невелику роль (Кенді Стокер) в шоу каналу NBC «Мене звуть Ерл» («My Name is Earl»). Ще грала в серіалі «Відчайдушні домогосподарки». Також озвучувала мультиплікаційного персонажа Дарбі в серіалі «Мої друзі Тигрик та Вінні». Друге підкорення великого екрану — фільм «Дім великої матусі 2» («Big Momma's House 2», 2006). Вона брала участь в Лос-Анджелеському кінофестивалі, представляючи кілька фільмів у різних номінаціях.
Її роль у фільмі Пипець (2010), де вона втілюä Мінді, маленьку вбивцю-месницю, приніс їй небувалий успіх. Попри суперечки щодо її ролі у фільмі, Моріц отримала широке визнання кінокритики. Роджер Еберт поставив фільму одну зірку з чотирьох, проте він писав: «Що не кажіть про персонажку Хлої Ґрейс Морец, але у неї є чарівність і привабливість» (Say what you will about her character, but Chloe Grace Moretz has presence and appeal). Крім того, за три місяці до початку виробництва фільму Морец вчилася виконувати трюки до фільму і велику частину трюків під час зйомок виконувала сама.
1 жовтня 2010 вона зіграла Еббі, 12-річну вампірку, в американському ремейку шведського хіта. 
З 30 березня 2011 Морец була задіяна на головній ролі Енн в психологічному трилері «Поля».

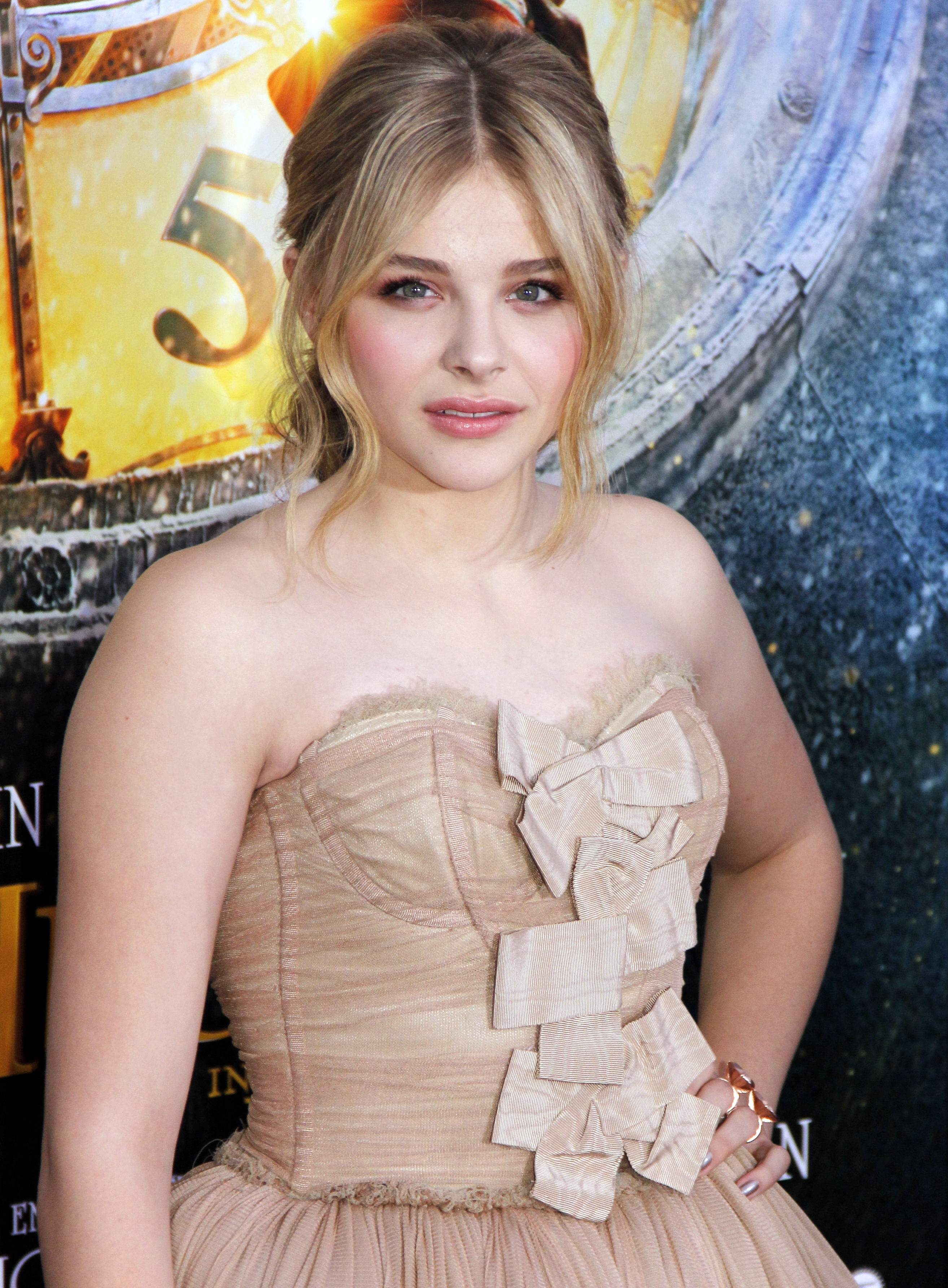
Морец на прем'єрі «Хранитель часу» в Нью-Йорку в листопаді 2011 року

У 2011 році знялася у фільмі Мартіна Скорсезе «Хранитель часу». За ним пішли містична трагікомедія Тіма Бертона «Похмурі тіні», де вона зіграла бунтівну підлітку Керолін, і трагікомедія «Провінціалка».
У березні 2012 року Морец підписала контракт на роль у біографічному фільмі «Барабанщик», що розповідає про останні 6 років життя Денніса Вілсона, барабанника рок-гурту The Beach Boys.
У 2013 році Морец з'явилася в ролі Керрі Вайт в екранізації книги Стівена Кінга «Керрі», в другій частині «Пипець 2» та в одному з епізодів «Фільм 43».
У 2014 зіграла повію Аліну у фільмі Антуана Фукуа «Праведник». Також у 2014 році вийшов фільм «Якщо я залишуся» за книгою Гейла Формана, з нею у головній ролі. У картині вона втілила віолончелістку Мію Голл. За словами Морец, за п'ять місяців до початку знімання вона почала вчитися грати на віолончелі, щоб мати природний вигляд.
У 2015 році знялася у головній ролі у фільмі Мацека Щербовського та Кріса Лавіса «Білий цирк». Того ж року знялася у головній ролі у фільмі «5-та хвиля». 2016 року знялася у фільмі «Сусіди. На стежці війни 2».
2018 року вийшов містичний трилер «Суспірія», ремейк однойменного фільму 1977 року Даріо Ардженто. Морец виконала у картині роль Патриції. 2019 року вийшла картина «В обіймах брехні» з Морец у головній ролі.
У 2019 Морец озвучила персонажку Венздей Аддамс в анімаційному фільмі «Сімейка Аддамс», який отримав змішані відгуки критики. 
У 2021 році вийшло дві картини за участю Морец: «Том і Джеррі» та «Повітряний бій». Вона підписала договір щодо участі у першому фільмі Меттсона Томліна «Мати / Андроїд».
Хлоя Грейс озвучила головну героїню анімаційного фільму «Німона», який вийшов на Netflix 30 червня 2023 року .

## Особисте життя
Морец — лесбійка. З 2014 по 2018 рік Морец була у стосунках з англійською моделлю та фотографом Брукліном Бекхемом, з яким відвідала Національний з’їзд Демократичної партії 2016 року на підтримку Гілларі Клінтон. З 2018 року вона була романтично пов’язана з моделлю Кейт Гаррісон, а станом на 2023 рік вона підтвердила, що перебуває в тривалих стосунках.
Морец живе в Студіо-Сіті, Лос-Анджелес. Її брат Брендон є її бізнес-менеджером, а її брат Тревор був її тренером з акторської майстерності з 2010 року, часто супроводжуючи її в поїздках і пресконференціях, коли їхні батьки були недоступні. Морец також є пристрасною уболівальницею «Нью-Йорк Айлендерс», команди Національної хокейної ліги (НХЛ).
Вона ходить на бальні танці, баскетбол, плавання, гімнастику. А коли відпочиває, дивиться комедії і грає зі своїми собаками.

## Фільмографія
| Фільми | Фільми                                                 | Фільми                        | Фільми                     |  |
| Рік    | Фільм                                                  | Роль                          | Примітки                   |  |
| ------ | ------------------------------------------------------ | ----------------------------- | -------------------------- |  |
| 2005   | Сімейний план                                          | Молода Чарлі                  | Телефільм                  |  |
| 2005   | Жах Амітівілля                                         | Челсі Лутц                    |                            |  |
| 2005   | Сьогодні ти помреш                                     | Дівчинка з лікарні Сент-Томас |                            |  |
| 2005   | Серце свідка                                           | Моллі                         |                            |  |
| 2006   | Дім великої матусі 2                                   | Керрі                         |                            |  |
| 2006   | Кімната №6                                             | Мелісса Норман                |                            |  |
| 2006   | Дім Зомбі                                              | Емма Тунні                    |                            |  |
| 2007   | Святе місце                                            | Сабріна                       |                            |  |
| 2007   | Pooh's Super Sleuth Christmas Movie                    | Дарбі                         | Озвучувала                 |  |
| 2007   | Третій цвях                                            | Гейлі                         |                            |  |
| 2007   | The Cure                                               | Емілі                         | Телефільм                  |  |
| 2008   | Око                                                    | Алісія                        |                            |  |
| 2008   | Мої друзі Тигрик та Вінні: Казки для друзів            | Дарбі                         | Озвучувала                 |  |
| 2008   | Дім Покеру                                             | Камілла                       |                            |  |
| 2008   | Мої друзі Тигрик та Вінні: The Hundred Acre Wood Haunt | Дарбі                         | Озвучувала                 |  |
| 2008   | Вольт                                                  | Юна Пенні                     | Озвучувала                 |  |
| 2009   | 500 днів літа                                          | Рейчел Гансен                 |                            |  |
| 2009   | Зникнення                                              | Тобі Бішоп                    |                            |  |
| 2009   | Мої друзі Тигрик та Вінні: Мюзикл Великого лісу        | Дарбі                         | Озвучувала                 |  |
| 2010   | Пипець                                                 | Мінді Макріді / Мочилка       |                            |  |
| 2010   | Щоденник слабака                                       | Енджі                         |                            |  |
| 2010   | Джек і бобове стебло                                   | Джилліан                      |                            |  |
| 2010   | Впусти мене                                            | Еббі                          |                            |  |
| 2011   | Поля                                                   | Маленька Анна                 |                            |  |
| 2011   | Провінціалка                                           | Лулі МакМаллен                |                            |  |
| 2011   | Хранитель часу                                         | Ізабелла                      |                            |  |
| 2012   | Похмурі тіні                                           | Керолін, член клану Коллінз   |                            |  |
| 2013   | Фільм 43                                               | Аманда                        | епізод «Middleschool Date» |  |
| 2013   | Пипець 2                                               | Мінді Макріді / Мочилка       | Мінді Макреді / Мочилка    |  |
| 2013   | Керрі                                                  | Керрі Вайт                    |                            |  |
| 2014   | Дитинка                                                | Анніка                        |                            |  |
| 2014   | Muppets Most Wanted                                    | дівчина-поштарка              |                            |  |
| 2014   | Зільс-Марія                                            | Джо-Енн Елліс                 |                            |  |
| 2014   | Якщо я залишусь                                        | Мія Голл                      |                            |  |
| 2014   | Праведник                                              | Аліна                         |                            |  |
| 2015   | Темні місця                                            | Молода Діондра                |                            |  |
| 2015   | П'ята хвиля                                            | Кессі Салліван                |                            |  |
| 2016   | Злочинці листопада                                     | Фібі                          |                            |  |
| 2016   | Сусіди 2                                               | Шелбі                         |                            |  |
| 2016   | Розум у вогні                                          | Сюзанна                       |                            |  |
| 2017   | Русалонька                                             | Русалонька                    |                            |  |
| 2018   | Суспірія                                               | Патриція                      |                            |  |
| 2019   | Родина Адамсів                                         | Венздей Аддамс                | озвучення                  |  |
| 2019   | Червоні черевички та семеро гномів                     | Білосніжка                    | озвучення                  |  |
| 2020   | Тінь у хмарах                                          | Мод Гарретт                   |                            |  |
| 2021   | Том і Джеррі                                           | Кейла                         |                            |  |
| 2021   | Родина Адамсів 2                                       | Венсдей Адамс                 | озвучення                  |  |
| 2021   | Мати/Андроїд                                           | Джорджія                      |                            |  |
| 2023   | Німона                                                 | Німона                        | озвучення                  |  |

| Телебачення | Телебачення                | Телебачення   | Телебачення                                                        |
| Рік         | Назва                      | Роль          | Примітки                                                           |
| ----------- | -------------------------- | ------------- | ------------------------------------------------------------------ |
| 2004        | Захисник                   | Віолета       | Епізоди: «The Watchers», «„Blood In, Blood Out“»                   |
| 2005        | Мене звуть Ерл             | Кенді Стокер  | Епізод: «Broke Joy's Fancy Figurine»                               |
| 2005        | Сімейний план              | Молода Чарлі  | Телефільм                                                          |
| 2006        | Нова школа імператора      | Фурі (Голос)  | Епізод: «Kuzcogarten/Evil and Eviler»                              |
| 2006-07     | Відчайдушні домогосподарки | Шеррі Мелтбі  | Епізоди: «The Miracle Song», «Come Play With Me»                   |
| 2007-08     | Брудні мокрі гроші         | Кікі Джордж   | 7 епізодів                                                         |
| 2007-09     | Мої друзі Тигрик та Вінні  | Дарбі (Голос) |                                                                    |
| 2007        | The Cure                   | Емілі         | Телефільм                                                          |
| 2011-13     | 30 потрясінь               | Кайлі Хупер   | Епізоди: «TGS Hates Women», «Standards and Practices», «Game Over» |
| 2012        | Punk'd                     | камео         | Епізод: «Dax Shepard»                                              |
| 2013        | Американський тато         | Honey         | Епізод: «Steve & Snot's Test-Tubular Adventure»                    |
| 2022        | Периферійні пристрої       | Флінн Фішер   | Телесеріал, головна роль.                                          |

| Відеокліпи | Відеокліпи                          | Відеокліпи           | Відеокліпи |
| Рік        | Виконавець                          | Пісня                | Примітки   |
| ---------- | ----------------------------------- | -------------------- | ---------- |
| 2010       | The Soft Pack                       | «Answer to Yourself» |            |
| 2011       | Best Coast                          | «Our Deal»           |            |
| 2011       | Dionne Bromfield featuring Mz Bratt | «Ouch»               |            |
| 2013       | Union J                             | «Carry You»          |            |

| Відеоігри | Відеоігри            | Відеоігри                 | Відеоігри  |
| Рік       | Назва                | Роль                      | Примітки   |
| --------- | -------------------- | ------------------------- | ---------- |
| 2010      | Kick-Ass: The Game   | «Мінді Макріді / Мочилка» | озвучувала |
| 2012      | Dishonored           | «Емілі Колдвін»           | озвучувала |
| 2014      | Kick-Ass 2: The Game | Мінді Макріді / Hit-Girl  | озвучувала |

## Нагороди
| Нагорода           | Рік  | Категорія                                                                      | Результат | Номінована робота                                      |
| ------------------ | ---- | ------------------------------------------------------------------------------ | --------- | ------------------------------------------------------ |
| Юний актор         | 2006 | Найкраща роль у художньому фільмі — Молодий вік акторки (10 років або молодше) | Номінація | Жах Амітівілля                                         |
| Юний актор         | 2007 | Найкраща роль у художньому фільмі — Молодий вік акторки (10 років або молодше  | Номінація | Дім великої матусі 2                                   |
| Юний актор         | 2007 | Найкраща роль в ТБ-серіях (комедія або драма) — Запрошена молода акторка       | Номінація | Відчайдушні домогосподарки                             |
| Юний актор         | 2008 | Найкраще озвучування — Молода акторка                                          | Номінація | Мої друзі Тигрик та Вінні                              |
| Юний актор         | 2008 | Найкраща роль в ТБ-серіях — молода акторка                                     | Номінація | Брудні мокрі гроші                                     |
| Юний актор         | 2009 | Найкраще озвучування — Молода акторка                                          | Номінація | Мої друзі Тигрик та Вінні: The Hundred Acre Wood Haunt |
| Юний актор         | 2010 | Найкраща роль у художньому фільмі — акторка другого плану                      | Номінація | 500 днів літа                                          |
| Юний актор         | 2011 | Найкраща роль у художньому фільмі — Young Ensemble Cast                        | Номінація | Впусти мене                                            |
| Юний актор         | 2011 | Найкраща роль у художньому фільмі — Leading Young Actress                      | Номінація | Пипець                                                 |
| Юний актор         | 2011 | Найкраща роль у художньому фільмі — Leading Young Actress                      | Перемога  | Щоденник слабака                                       |
| Юний актор         | 2012 | Найкраща роль у художньому фільмі — Leading Young Actress                      | Перемога  | Хранитель часу                                         |
| Teen Choice Awards | 2010 | Choice Movie: Тематична жіноча роль                                            | Номінація | Пипець                                                 |
| Scream Awards      | 2011 | Best Horror Actress                                                            | Перемога  | Впусти мене                                            |
| MTV Movie Awards   | 2011 | Прорив року                                                                    | Перемога  | Пипець                                                 |
| MTV Movie Awards   | 2011 | Найкраща бійка                                                                 | Номінація | Пипець                                                 |
| MTV Movie Awards   | 2011 | Biggest Badass Star                                                            | Перемога  | Пипець                                                 |
| MTV Movie Awards   | 2013 | Summer's Biggest Teen Bad A**                                                  | Перемога  | Пипець 2                                               |
| «Сатурн»           | 2011 | Найкращий молодий актор або акторка                                            | Перемога  | Впусти мене                                            |
| «Сатурн»           | 2012 | Найкращий молодий актор або акторка                                            | Номінація | Хранитель часу                                         |
| «Сатурн»           | 2013 | Найкращий молодий актор або акторка                                            | Номінація | Похмурі тіні                                           |
| «Сатурн»           | 2014 | Найкращий молодий актор або акторка                                            | Перемога  | Керрі                                                  |
| «Сатурн»           | 2015 | Найкращий молодий актор або акторка                                            | Номінація | Праведник                                              |